# Apache Pivot
Apache Pivot（アパッチ・ピボット）はリッチインターネットアプリケーションをJavaあるいはJava仮想マシン互換のスクリプト言語で構築するためのオープンソースプラットフォームである。Apache Licenseバージョン2のもとリリースされた。

## アーキテクチャ
Pivotのクラス群は以下のカテゴリへと分類される：
- コアクラス - ほかのカテゴリのクラスを機能させる。
- WTKクラス - ボタンやリストといったユーザインターフェース要素を提供する。これらはModel View Controllerアーキテクチャに基づいて構築されている。PivotのほとんどのクラスはWTKカテゴリに含まれる。
- ウェブクラス - 遠隔コンピュータとの通信を可能にする。
- チャート - ソフトウェア技術者がインタラクティブなチャートを構築可能にする。
- ツール - ユーティリティ機能を提供する。